# داروهای کم‌کاربرد
داروهای کم‌کاربرد یا داروهای نادر یا داروهای کمیاب (انگلیسی: Orphan drug) به داروهایی گفته می‌شود که جهت درمان بیماری‌های نادر بکار می‌روند.
سازمان جهانی بهداشت یک بیماری نادر را به عنوان بیماری که کمتر از ۶۵ نفر در هر ۱۰۰۰۰۰ نفر را مبتلا می‌کند، تعریف می‌کند. این داروها گران هستند و میانگین قیمت یک داروی نادر ۳۲۰۰۰ دلار آمریکا در سال برای هر بیمار است. شرکت‌های سازندهٔ داروی درمانگر، «آن را به هر قیمتی که خودشان می‌خواهند، بفروش می‌رساند».
بیماری‌های نادر اغلب جدی یا تهدید کننده زندگی هستند. در سال ۱۹۸۳، دولت ایالات متحده قانونی به نام قانون داروی نادر را تصویب کرد تا به شرکت‌های داروسازی مزایای مالی خاصی برای تولید داروهای نادر بدهد. این قانون برای کمک به ارائهٔ داروهای بیشتر به بیماران مبتلا به بیماری‌های نادر است.
به‌ثبت‌رساندن و بازاریابی داروهای کمیاب در اروپا و آمریکا آسان‌تر از داروهای دیگر است و از طریق اهدای «حق تولید انحصاری طولانی‌مدت» و سایر مشوق‌های مالی، سازندگان این دارو را ترغیب می‌کنند تا بیشتر به پژوهش و تولید اینگونه داروها بپردازند (که اغلب به دلیل فقدان سوددهی مناسب، تمایلی برای صرف بودجه برای پژوهش و استخدام پژوهشگر ندارند).

### چالش‌های توسعه داروهای کم‌کاربرد چیست؟
توسعه یک داروی نادر یک فرایند گران‌قیمت و پیچیده است که شامل تحقیق‌های گسترده، آزمایش‌های بالینی و تأییدیه‌های نظارتی است. بیماری‌های نادر، جمعیت بیماران محدودی دارد که چالش‌های زیادی را در زمینه تحقیق و توسعه ایجاد می‌کند. این چالش‌ها عبارتند از:
1. موانع نظارتی: خارج از چالش‌های نظارتی استاندارد برای بیوتکنولوژی‌های اولیه، مانع نظارتی کلیدی که شرکت با آن مواجه است این است که آیا دارو واقعاً یک داروی نادر است یا خیر.
2. هزینه‌های آزمایش‌های بالینی: به‌دلیل جمعیت محدود بیماران، شرکت‌ها اغلب نیاز به اجرای آزمایش‌های بالینی در بسیاری از سایت‌ها و گاهی در بسیاری از کشورها دارند. هماهنگی یک آزمایش بالینی چندمنطقه‌ای ممکن است هزینه بر و پر چالش باشد، زیرا نیاز به تأیید اخلاقی فردی در هر منطقه وجود دارد.
3. ریسک تأمین مالی: تولید دارو برای بیماری‌های نادر می‌تواند گران باشد و همیشه این خطر وجود دارد که شرکت نتواند بودجه کافی برای حمایت از تلاش‌های تحقیق و توسعه خود را تأمین کند.[۷]

## اعتبار داروی کم‌کاربرد
اعتبار داروی کم‌کاربرد یک اعتبار مالیاتی فدرال است که به شرکت‌های داروسازی انگیزه می‌دهد تا داروها و درمان‌هایی را برای بیماری‌های نادری که بر جمعیت‌های کوچک تأثیر می‌گذارند توسعه دهند. این اعتبار برای کمک به شرکت‌های دارویی در کاهش هزینه‌های تولید طراحی شده است. این اعتبار برای ۲۵٪ از هزینه‌های آزمایش بالینی واجد شرایط است.